# Sandro Campagna
Alessandro Campagna, detto Sandro (Palermo, 26 giugno 1963), è un allenatore di pallanuoto ed ex pallanuotista italiano, di ruolo centroboa, commissario tecnico della nazionale di pallanuoto maschile italiana.

## Carriera

### Giocatore

Sandro Campagna con l'Ortigia

Nato a Palermo, è cresciuto a Siracusa.
Ha debuttato nella Serie A1 nel 1980 nelle file dell'Ortigia, per poi passare alla Roma nel 1990, dove chiuse la carriera da giocatore (da vice-campione d'Italia) nel 1996 dopo aver vinto una Coppa LEN ed una Coppa delle Coppe.
Con la calottina della nazionale, invece, è stato campione olimpico nell'edizione di Barcellona 1992 col Settebello. Nei due anni successivi conquista altri due ori: nel 1993 quello europeo a Sheffield, nel 1994 quello ai mondiali casalinghi di Roma.

### Allenatore
Ritiratosi dall'attività agonistica è diventato nel 1996 vice-allenatore di Ratko Rudić. Dal 1998 al 2000 ha allenato le nazionali giovanili italiane, con cui conquista un oro mondiale, un argento e un bronzo europei e un argento alle Universiadi. Nel 2001 è approdato alla panchina azzurra, con la quale si è aggiudicato un argento europeo a Budapest 2001 ed è arrivato quarto ai mondiali. Dal 2003 al 2008 è stato allenatore della nazionale greca, conquistando la medaglia di bronzo ai Mondiali di nuoto di Montréal 2005, il quarto posto ai Giochi di Atene 2004 e due terzi posti nella World League di pallanuoto, Long Beach 2004 e Atene 2006.
Nell'autunno del 2008 è stato nuovamente chiamato ad allenare il Settebello, conquistando il bronzo ai Giochi del Mediterraneo di Pescara, ma nei Campionati mondiali di nuoto 2009 di Roma il Settebello chiude solo all'11º posto. La nazionale, allenata sempre da Campagna, riesce a riscattarsi parzialmente l'anno seguente vincendo il "Trofeo Otto Nazioni" e conquistando l'argento agli europei del 2010 tenutisi a Zagabria, battuta in finale dai padroni di casa croati. Alla World League 2011 il Settebello conquista un altro argento, fermato in finale dalla Serbia. Pochi mesi dopo, ai mondiali di nuoto 2011 a Shanghai, la nazionale riesce a conquistare il gradino più alto del podio, la medaglia d'oro, in finale ancora contro la Serbia, dopo i tempi supplementari, con una squadra con sette esordienti rispetto ai mondiali di due anni prima. Agli europei del 2012 si classifica quarto dietro a Serbia, Montenegro e Ungheria.
Il 19 aprile 2012 alla cerimonia dei Collari d'oro al merito sportivo Campagna riceve per la sua carriera l'onorificenza della Palma d'oro al merito tecnico e successivamente guida la nazionale alla conquista della medaglia d'argento alle Olimpiadi di Londra 2012 dietro la vincitrice Croazia. Il 27 luglio 2014 Campagna vince come allenatore, insieme al suo Settebello, il bronzo ai campionati europei di pallanuoto di Budapest, dietro a Serbia e Ungheria.
Il 20 agosto 2016 guida il Settebello alla conquista della medaglia di bronzo alle Olimpiadi di Rio de Janeiro, dietro a Serbia e Croazia. L’anno seguente la Croazia elimina l’Italia ai quarti dei mondiali. Il 27 luglio 2019 guida il Settebello sul tetto del mondo vincendo la medaglia d’oro ai mondiali di Gwangju (Corea del Sud). L'Italia è campione del mondo di pallanuoto per la quarta volta nella sua storia dopo Berlino 1978, Roma 1994 e Shanghai 2011. Nella finale del mondiale di Gwangju il Settebello ha battuto la Spagna 10-5.
Nel 2020 la nazionale si presenta da campione del mondo agli europei di Budapest, chiusi al 6º posto. Successivamente l'Italia chiuderà appena fuori dal podio la World League, a causa della sconfitta con la Grecia (10-8) nella finale per il 3º posto
Il 2022 è uno degli anni migliori della sua gestione. Dopo un'Olimpiade sottotono, chiusa al settimo posto, nei campionati mondiali di Budapest solamente i tiri di rigore impediscono all'Italia il bis nella competizione, con la Spagna che riuscirà a vendicare la sconfitta di tre anni prima. Poco meno di un mese dopo, tuttavia, la nazionale italiana conquisterà il gradino più alto del podio nella World League disputata a Strasburgo, battendo gli Stati Uniti d'America per 13-9 e completando il suo palmarès con l'unico torneo che non aveva mai conquistato. L'anno si chiuderà con un 4º posto agli europei di Spalato, dopo una controversa decisione arbitrale nella semifinale con i padroni di casa della Croazia (poi vincitori della competizione), persa per 11-10.
Nel biennio successivo arriveranno, invece, due argenti nella Coppa del Mondo 2023 ed ai mondiali del 2024, anno in cui la nazionale italiana salirà anche sul gradino più basso del podio agli europei croati. Durante le Olimpiadi di Parigi 2024 raggiunge il traguardo delle 500 partite alla guida della nazionale italiana.

## Palmarès

### Giocatore

#### Club
- Coppe LEN: 1

Roma: 1993-1994
- Coppa delle Coppe: 1

Roma: 1995-1996

#### Nazionale
- Olimpiadi

Barcellona 1992: 
- Mondiali

Roma 1994: 
- Europei

Sheffield 1993: 
- Coppa del Mondo

Atene 1993: 
- Giochi del Mediterraneo

Latakia 1987: 
Atene 1991: 
Linguadoca-Rossiglione 1993: 

### Allenatore
- Olimpiadi

Londra 2012: 
Rio 2016: 
- Mondiali

Shanghai 2011: 
Gwangju 2019: 
- World League

Strasburgo 2022: 
- Mondiali giovanili

Madinat al-Kuwait 1999: 

## Riconoscimenti
- Nel maggio 2015 una targa a lui dedicata fu inserita nella Walk of Fame dello sport italiano a Roma, riservata agli ex-atleti italiani che si sono distinti in campo internazionale.[6][7][8]
- Nel maggio 2019 venne inserito nella International Swimming Hall of Fame, il più ambito riconoscimento sportivo per gli sport acquatici.[9][10]